# هرتن
شهر هرتن در ایالت نوردراین-وستفالن در کشور آلمان واقع شده‌است.